# Марсель Домерг
Марсель Домерг (фр. Marcel Domergue, 16 листопада 1901, Порт-Саїд — ?) — французький футболіст, що грав на позиції півзахисника.
Виступав, зокрема, за клуб «Ред Стар», а також національну збірну Франції.

## Клубна кар'єра
У дорослому футболі дебютував 1921 року в клубі КАСЖ. З 1923 року виступами за команду «Сет», після чого два сезони грав у команді «Нім-Олімпік».
Своєю грою за цю команду привернув увагу представників тренерського штабу клубу «Ред Стар», до складу якого приєднався 1926 року. Відіграв за паризьку команду наступні чотири сезони своєї ігрової кар'єри. В сезоні 1927-28 виграв з командою Кубок Франції. В 1930 році пішов з команди у віці 28 років. Про його подальшу долю не залишилось інформації.

## Виступи за збірну
1922 року дебютував в офіційних матчах у складі національної збірної Франції.
У складі збірної був учасником футбольного турніру на Олімпійських іграх 1924 року у Парижі, футбольного турніру на Олімпійських іграх 1928 року в Амстердамі.
Загалом протягом кар'єри в національній команді, яка тривала 7 років, брав участь у 20 матчах.

## Досягнення
- Володар Кубка Франції: (1)

«Ред Стар»: 1927-28
- Фіналіст Кубка Франції: (1)

«Сет»: 1923-24
| Дата       | Місто     | Господарі | Результат | Гості             | Турнір            | Голи | Примітки        |
| ---------- | --------- | --------- | --------- | ----------------- | ----------------- | ---- | --------------- |
| 30/04/1922 | Бордо     | Франція   | 0 – 4     | Іспанія           | товариський матч  | -    |                 |
| 28/10/1923 | Париж     | Франція   | 0 – 2     | Норвегія          | товариський матч  | -    |                 |
| 13/01/1924 | Монруж    | Франція   | 2 – 0     | Бельгія           | товариський матч  | -    |                 |
| 17/05/1924 | Париж     | Франція   | 1 – 3     | Англія            | товариський матч  | -    |                 |
| 27/05/1924 | Париж     | Франція   | 7 – 0     | Латвія            | ОІ 1924 - 1/8     | -    |                 |
| 01/06/1924 | Коломб    | Франція   | 1 – 5     | Уругвай           | ОІ 1924 - 1/4     | -    |                 |
| 04/06/1924 | Коломб    | Франція   | 0 – 1     | Угорщина          | товариський матч  | -    |                 |
| 21/05/1925 | Париж     | Франція   | 2 – 3     | Англія            | товариський матч  | -    |                 |
| 11/04/1926 | Париж     | Франція   | 4 – 3     | Бельгія           | товариський матч  | -    | Капітан команди |
| 18/04/1926 | Коломб    | Франція   | 4 – 2     | Португалія        | товариський матч  | -    | Капітан команди |
| 25/04/1926 | Коломб    | Франція   | 1 – 0     | Швейцарія         | товариський матч  | -    |                 |
| 30/05/1926 | Відень    | Австрія   | 4 – 1     | Франція           | товариський матч  | -    |                 |
| 13/06/1926 | Коломб    | Франція   | 4 – 1     | Югославія         | товариський матч  | -    |                 |
| 20/06/1926 | Брюссель  | Бельгія   | 2 – 2     | Франція           | товариський матч  | -    |                 |
| 21/02/1928 | Коломб    | Франція   | 4 – 0     | Північна Ірландія | товариський матч  | -    |                 |
| 11/03/1928 | Лозанна   | Швейцарія | 4 – 3     | Франція           | товариський матч  | -    |                 |
| 15/04/1928 | Коломб    | Франція   | 2 – 3     | Бельгія           | товариський матч  | -    |                 |
| 13/05/1928 | Коломб    | Франція   | 0 – 2     | Чехословаччина    | товариський матч  | -    |                 |
| 17/05/1928 | Париж     | Франція   | 1 – 5     | Англія            | товариський матч  | -    | Капітан команди |
| 29/05/1928 | Амстердам | Франція   | 3 – 4     | Італія            | ОІ 1928 - 1 раунд | -    |                 |
| Усього     |           | Матчів    | 20        |                   | Голів             | 0    |                 |